# Chalmers Ballong Corps

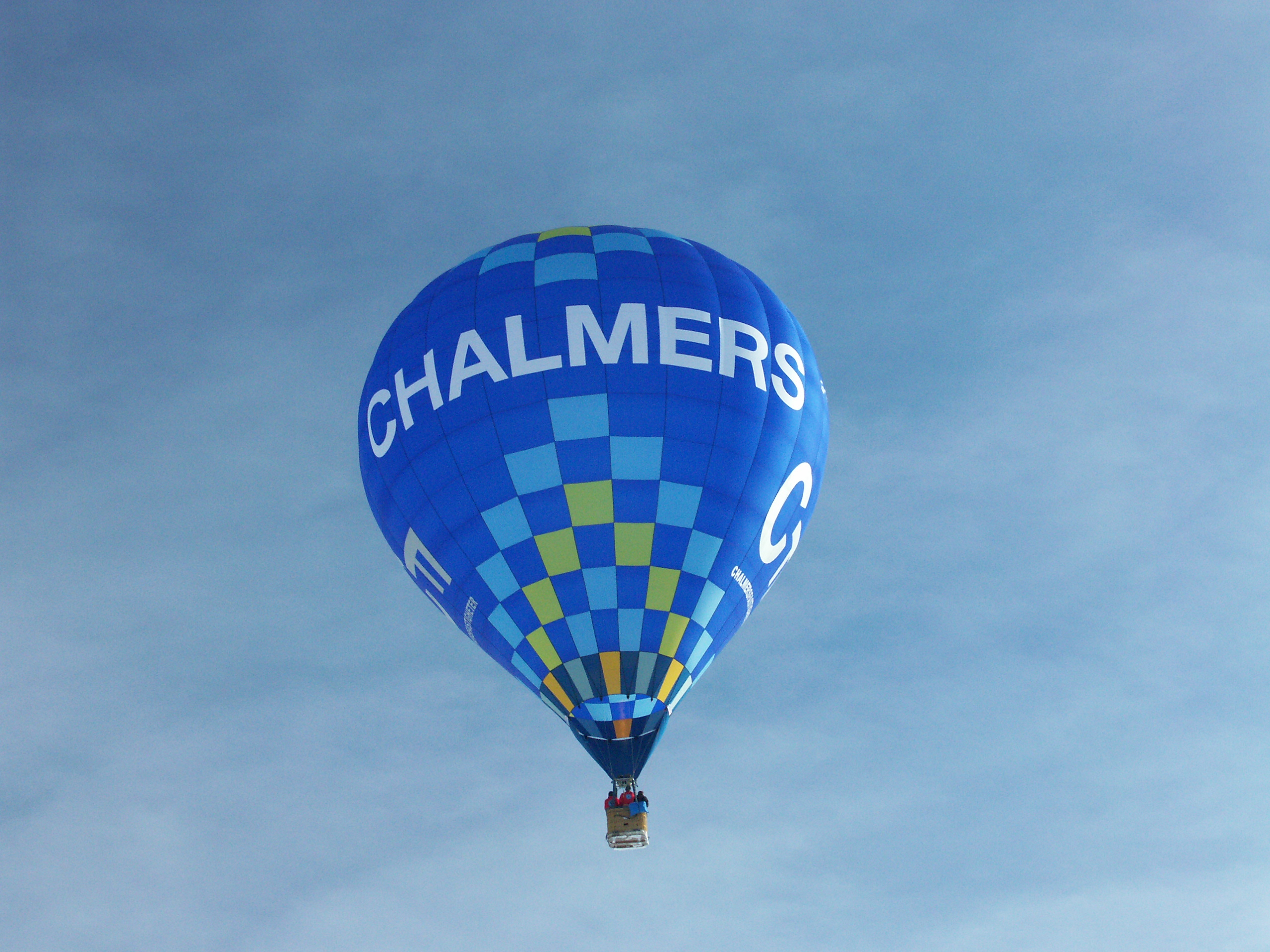
En av klubbens ballonger.

Chalmers Ballong Corps (CBC) är en studentförening inom Chalmers studentkår för varmluftsballongflygare på Chalmers.
Föreningen bildades 1976 och har därefter blivit en av Sveriges största ballongklubbar. Föreningen är ansluten till Svenska Ballongfederationen.